# Campionato mondiale cadetti di scherma 2001
Il Campionato mondiale cadetti di scherma del 2001 ("2001 World Cadets Fencing Championships") è stato organizzato dalla Federazione internazionale della scherma e si è svolto a Danzica in Polonia dal 9 al 10 aprile.
Nel fioretto, si sono aggiudicati i titoli del campionato mondiale l'italiano Andrea Cassarà, che ha battuto in finale il polacco Krzysztof Pietrusiak, e la russa Viktoria Nikichina che ha avuto la meglio sulla francese Virginie Ujlaky.
Nella spada il francese Gauthier Grumier ha battuto in finale l'uzbeko Aleksey Tishko, ottenendo il titolo mondiale cadetti maschile, mentre tra le donne la rumena Ana Maria Popescu ha superato la francese Bérénice Vignard.
Nella sciabola il francese Clemente Martino prevale sullo statunitense Timoteo Agameno, mentre la statunitense Mariel Zagunis ha battuto l'ucraina Darija Nedaškovs'ka.

## Podi

### Uomini
| Specialità  | Oro              | Argento              | Bronzo                           |
| Individuali |                  |                      |                                  |
| Fioretto    | Andrea Cassarà   | Krzysztof Pietrusiak | Sebastiaan Borst Igor' Gridnev   |
| Spada       | Gauthier Grumier | Aleksey Tishko       | Sascha Ludwikowski Stefano Vogna |
| Sciabola    | Clemente Martino | Timoteo Agameno      | Patryk Palasz Oleh Šturbabin     |

### Donne
| Specialità  | Oro                | Argento             | Bronzo                           |
| Individuali |                    |                     |                                  |
| Fioretto    | Viktorija Nikišina | Virginie Ujlaky     | Adrienn Berta Katarzyna Kryczało |
| Spada       | Ana Maria Popescu  | Bérénice Vignard    | Sofie Larsson Lorraine Marty     |
| Sciabola    | Mariel Zagunis     | Darija Nedaškovs'ka | Leonore Perrus Carole Vergne     |

## Medagliere
| Pos.   | Nazione     | Oro | Argento | Bronzo | Totale |
| ------ | ----------- | --- | ------- | ------ | ------ |
| 1      | Francia     | 2   | 2       | 2      | 6      |
| 2      | Stati Uniti | 1   | 1       | 0      | 2      |
| 3      | Russia      | 1   | 0       | 1      | 2      |
| 3      | Italia      | 1   | 0       | 1      | 2      |
| 5      | Romania     | 1   | 0       | 0      | 1      |
| 6      | Polonia     | 0   | 1       | 2      | 3      |
| 7      | Ucraina     | 0   | 1       | 1      | 2      |
| 8      | Uzbekistan  | 0   | 1       | 0      | 1      |
| 9      | Germania    | 0   | 0       | 1      | 1      |
| 9      | Svizzera    | 0   | 0       | 1      | 1      |
| 9      | Ungheria    | 0   | 0       | 1      | 1      |
| 9      | Svezia      | 0   | 0       | 1      | 1      |
| 9      | Paesi Bassi | 0   | 0       | 1      | 1      |
| Totale | Totale      | 6   | 6       | 12     | 24     |